# Konstantin, ruski car
Konstantin (27. travnja 1779. – 27. lipnja 1831.) je bio ruski car 16 dana u prosincu 1825. godine i potkralj Poljske od 1815. godine pa sve do svoje smrti.

## Mladost
Konstantin je bio drugi sin cara Pavla. Njegova baka Katarina Velika    je za njega zamislila sudbinu cara obnovljenog Bizantskog carstva nakon što bude uništena Turska. Kako ta početna ambicija nikada neće biti ispunjena on se okrenuo ratu kao tipičnoj tadašnjoj zabavi ruskog plemstva. Još prije navršenih dvadeset godina Konstantin zajedno s vojskom sudjeluje u posljednjoj očevoj kampanji protiv Napoleona. Zbog ličnog uspjeha u jednoj bitci Pavle mu daruje titulu carevič ( prestolonasljednik ). Bez obzira na to pravi nasljednik krune će postati njegov brat Aleksandar I. . Kasnije tijekom ratova novog cara Konstantin sudjeluje 1805. godine u bitci kod Austerlitza na sigurnom mjestu kao zapovjednik gardijske rezerve. Također je sudjelovao u ruskoj vojsci tijekom Napoleonova napada na Rusiju. Nakon ruske pobjede brat Aleksandar ga postavlja na poziciju potkralja Poljske. Ubrzo po toj odluci Konstantin će se zauvijek tamo preseliti gubeći tako utjecaj na dvor u Petrogradu bez obzira na svoj status "neželjenog" prestolonasljednika. 
Njegovo vjenčanje koji je dogovorila baka 1796. godine s princezom Julijom od Saksonije ( tetom kraljice Viktorije ) je bilo isto tako nesretno kao i ono od brata. Bez djece, bez ljubavnih želja oni su živjeli rastavljenim životom od 1801. godine Odluka o rastavi 1820. godine i ubrzo potom novom vjenčanju postaje razlog Aleksandru da izbaci brata iz reda nasljeđivanja krune proglašavajući mlađeg brata Nikolu I.   prestolonasljednikom.

## Car
Smrt cara Aleksandra I. 1. prosinca 1825. je odmah po izlasku u javnost unijela potpuni nered u politički sistem Rusije. Po testamentu umrlog vladara novi car je trebao postati Nikola I. ali po tadašnjem ruskom ustavu nasljeđivanje ide sa starijeg na mlađeg brata po godinama starosti tako da prednost ima Konstantin. Na kraju 9. prosinca 1825. godine za novog cara cijele Rusije Nikola I. je proglasio Konstantina koji se tada nalazio u Varšavi. Istovremeno s tim proglasom počeo se kovati novac s likom novog cara, danas kod kolekcionara dobro poznati Konstantinov rubalj. Bez obzira na zakletve vojske novom caru ubrzo dolazi do obrata kada on dobrovoljno ili ne 25. prosinca 1825. potpisuje svoju abdikaciju. Na tu vijest Nikola   proglašava sebe novim carem što izaziva novi potres u državi. Sljedećeg dana kada se je vojska Petrograda trebala zakunuti na vjernost novom caru ona se buni povikom "za Konstantina i ustav". Ova Dekabristička pobuna će biti gušena dvadesetak dana od strane Nikole I.

## Kraj života
Poslije odricanja krune Konstantin ostaje upravljati Poljskom sada više kao kralj nego potkralj. U doba rata između Rusije i Turske on odbija poslati "svoju" vojsku bez obzira na to što je tada Poljska u personalnoj uniji s Rusijom. Također Poljska ovoga doba ima i parlament o čemu Petrograd može samo sanjati. Bez obzira na to Poljaci nisu bili zadovoljni svojom situacijom. Najveće nezadovoljstvo se očitovalo među časnicima poljske vojske koji nisu mogli prihvatiti činjenicu da je njihov zapovjednik rus Konstantin. Na kraju kap koja prelijeva čašu postaju neslužbene vijesti kako će oni zbog ruskih obveze iz Svete Alijanse ići gušiti bunu u Belgija. Bila ta vijest istinita ili ne ona dovodi do pobune krajem studenog 1830. godine.  Prije nego što ruski vojnici uspiju pobijediti pobunjenike psihički slomljeni Konstantin umire od kolere 27. lipnja 1831. godine.
| Prethodnik:   | ruski car | Nasljednik: |
| Aleksandar I. | ruski car | Nikola I.   |